# Maria Giovanna Clementiová

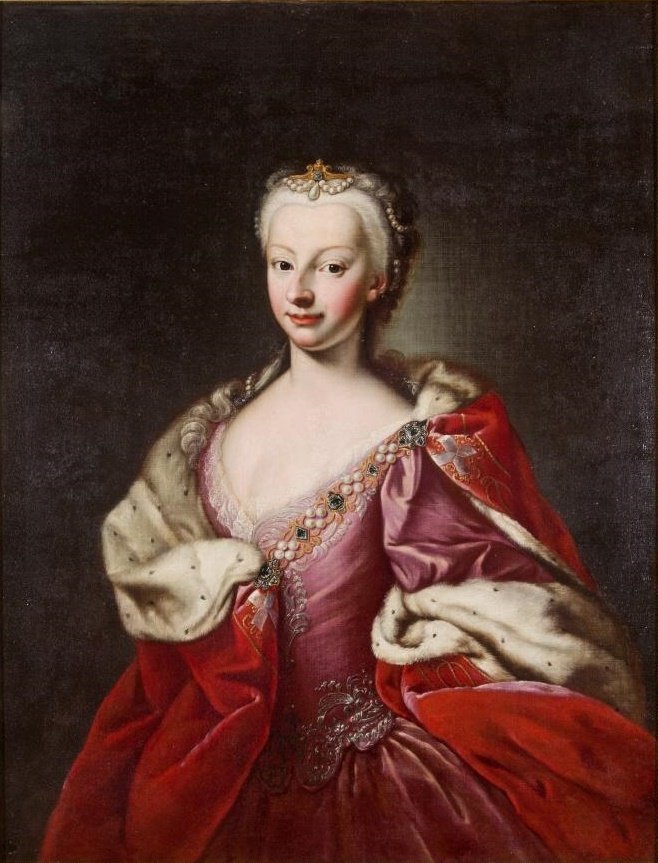
Královna Polyxena Hesensko-Rotenburská, olej na plátně, 102x80 cm, Madrid, Muzeum Cerralbo.

Maria Giovanna Clementi (1692–1761), zvaná la Clementina, byla italská malířka, specializující se na portréty.

## Život
Narodila se v Turíně jako dcera chirurga Giovanniho Pietra Giuseppa Bussana a Marie Cristiny Ausinetiové. Jejím manželem byl Giuseppe Bartolomeo Clementi, o kterém je známo jen málo. Vyučila se v Turíně u dvorního malíře Giovanniho Battisty Curlanda, který jí poradil specializovat se na portréty. V roce 1733 pobývala se svým manželem v paláci hraběte Carla Giacinta Roera.
Některé dokumenty ukazují, že minimálně od roku 1722 pracovala pro dvůr a malovala portréty členů královské rodiny Savojských, které měly být poslány jiným evropským dvorům.

## Seznam děl
- Portrét Viktora Amadea II. Sardinského, viz zde
- Portrét Anny Marie Orleánské, viz zde
- Portrét princezny z Piemontu (1722), viz zde
- Portrét prince Viktora Amadea Teodora Savojského (1725), viz zde
- Portrét princezny Marie Felicity Savojské (1725), viz zde
- Portrét synů Karla Emanuela III. Sardinského (1730), viz zde
- Portrét princezny Marie Luisy Savojské (1732), viz zde
- Portrét Viktorie Marie Alžběty Gazzelliové, viz zde
- Portrét Viktora Amadea III. Sardinského, viz zde
- Portrét Karla Emanuela III. Sardinského, viz zde
- Portrét Polyxeny Hesenské, královny sardinské, viz zde
- Portrét Michele Antonia Saluzza, viz zde
- Portrét Karla Emanuela III. Sardinského
- Portrét Petra Velikého, viz zde